# Aiko Gommers
Aiko Gommers, née le 18 mars 2004 est une coureuse cycliste belge, spécialiste du BMX.

## Biographie
Aiko Gommers vient de Scherpenheuvel. Elle commence le BMX en 2009 avec sa sœur jumelle Robyn et remporte trois fois les championnats de Belgique dans sa catégorie d'âge dans sa jeunesse,. En 2021, elle devient championne de Belgique de BMX juniors (moins de 19 ans) et a atteint la finale des championnats du monde de BMX juniors, où elle termine huitième et dernière. En octobre de la même année, elle devient à seulement 17 ans championne du monde de pump track à Lisbonne façe à des athlètes élites.
En 2022, toujours chez les juniors, Gommers gagne deux manches de Coupe d'Europe et remporte le classemeng général. Elle se qualifie de nouveau en finale des championnats du monde et prend la cinquième place. En 2021 et 2022, elle remporte également deux médailles aux Championnats d'Europe sur le contre-la-montre par équipes en BMX. Elle participe à la Coupe du monde de BMX dans la catégorie des espoirs (moins de 23 ans), où elle terminé deuxième au classement général en 2022.
En 2023, Gommers court régulièrement chez les espoirs et remporte de nouveau plusieurs victoires en Coupe d'Europe et des podiums en Coupe du monde. Aux championnats du monde de BMX 2023, elle chute en finale. En 2024, elle devient championne de Belgique de BMX chez les élites. Elle est sélectionnée pour représenter la Belgique aux Jeux olympiques de Paris en 2024, en remplacement d'Elke Vanhoof, blessée.

## Palmarès en BMX

### Championnats du monde
- Papendal 2021
  - 8e du BMX juniors
- Nantes 2022
  - 5e du BMX juniors
- Glasgow 2023
  - 8e du BMX espoirs

### Coupe du monde
- 2021 (espoirs) : 9e du classement général
- 2022 (espoirs) : 2e du classement général
- 2023 (espoirs) : 7e du classement général
- 2024 (espoirs) : 7e du classement général

### Championnats d'Europe
- Zolder 2021
  -  Médaillée d'argent du contre-la-montre par équipes en BMX
- Dessel 2022
  -  Médaillée d'argent du contre-la-montre par équipes en BMX

### Coupe d'Europe
- 2022 (juniors) : 1er du classement général, vainqueur de 2 manches
- 2023 (espoirs) : vainqueur de 3 manches
- 2024 (espoirs) : vainqueur d'une manche

### Championnats de Belgique
- 2021
  -  Championne de Belgique de BMX juniors
- 2022
  -  Championne de Belgique de BMX juniors
- 2023
  -  Championne de Belgique de BMX espoirs
- 2024
  -  Championne de Belgique de BMX

## Palmarès en pump track
- 2021
  -  Championne du monde de pump track